# 원신의 등장인물 목록
다음은 미호요에서 개발 및 운영하는 액션 롤플레잉 게임인 원신의 등장인물에 대한 목록이다. 원신의 등장인물들은 몬드, 리월, 이나즈마, 수메르, 폰타인, 나타, 스네즈나야의 7개국으로 구성된 티바트 대륙이다. 각 국가는 7명의 집정관 중 하나, 즉 신들에 의해 통치된다.

## 디자인
원신의 캐릭터 중 일부는 게임 출시 이전에 출시된 공식 만화에서 처음 소개되었다.
등장인물을 디자인할 때 디자이너는 먼저 캐릭터의 핵심이 누구인지와 필요 사항을 결정한 다음 원래 아이디어와 요구 사항에 맞게 캐릭터를 디자인할 수 있다. 디자이너는 또한 티바트의 다른 등장인물과 등장인물의 관계를 고려할 수도 있다. 예를 들어, 우아하고 내성적인 오페라 가수 운근은 열정적이고 자유로운 록스타 신염과 병치되도록 디자인되었다.
많은 등장인물들은 특정한 나라의 전설에서 유래한다: 예를 들어, 리월의 선인은 도교의 선인에 근거한다. 비전 자체의 개념도 도교에서 유래한다: 제3의 눈의 개념은 그들이 받는 비전의 형태로서 인간에게 나타나는 것이다. 몇몇 등장인물들은 알하이탐과 타이나리와 같은 역사적 인물들의 이름을 따서 지어졌다.

## 캐릭터

### 플레이어블
다음은 현재 확인된 플레이 가능한 모든 캐릭터를 지역별 순으로 나열한 표이다. 자신의 세계에서 온 여행자와 에일로이를 제외한 모든 플레이 가능한 캐릭터는 지역과 연관되어 있다.
모든 캐릭터는 한손검, 장병기, 양손검, 활, 법구 5가지 무기 유형 중에 하나를 사용할 수 있다.

#### 이방인
| 이름     | 원소      | 무기   | 성우                                                                 | 설명 | 인용  |
| -------- | --------- | ------ | -------------------------------------------------------------------- | --- | ----- |
| 아이테르 | 변경 가능 | 한손검 | - 호리에 슌 - 잭 아귈라 - Luyin (Dong Hailong) - 이경태              | 이 게임의 주인공은 여행자로 알려져 있다. 플레이어는 아이테르(남성) 또는 루미네(여성)를 선택할 수 있다. 쌍둥이와 떨어져서 여행자는 티바트의 신들을 만나기 위해 여행을 떠난다. |       |
| 루미네   | 변경 가능 | 한손검 | - 유우키 아오이 - 사라 밀러 크루즈 - Yanning (Geng Minglin) - 이새아 | 이 게임의 주인공은 여행자로 알려져 있다. 플레이어는 아이테르(남성) 또는 루미네(여성)를 선택할 수 있다. 쌍둥이와 떨어져서 여행자는 티바트의 신들을 만나기 위해 여행을 떠난다. |       |
| 에일로이 | 얼음      | 활     | - 타카가키 아야히 - 지젤 페르난데즈 - Li Mufei - 조현정              | 호라이즌 제로 던의 주인공은 미호요와 게릴라 게임스의 콜라보레이션으로 기간 한정으로 게임에 추가되었다.                                                                       | [ 6 ] |
| 스커크   | 얼음      | 한손검 | - 노토 마미코 - 캣 프로타노 - Xie Ying - 서다혜                      | 10대 시절에 심연에 빠진 타르탈리아를 제자로 삼은 수수께끼의 검사. 스커크의 고향 행성이 파괴된 후, 스커크는 수르트알로기에 의해 보호받게 되었습니다.                          |       |

#### 몬드
몬드는 2020년 9월에 출시되었다.
| 이름     | 원소 | 무기   | 성우                                                                   | 설명 | 인용         |
| -------- | ---- | ------ | ---------------------------------------------------------------------- | --- | ------------ |
| 알베도   | 바위 | 한손검 | - 노지마 켄지 - 코이 다오 - Mace (Lu Minyue) - 김명준                  | 페보니우스 기사단 수석 연금술사이자 조사팀의 대장이다. 알베도는 인간이 아니라 전설적인 켄리아의 연금술사 라인도티르가 만든 호문쿨루스이다. | [ 7 ] [ 8 ]  |
| 엠버     | 불   | 활     | - 이와미 마나카 - 켈리 배스킨 - Cai Shujin - 김연우                    | 외향적이고 사교적인 페보니우스의 기사이자 유일한 정찰기사로, 엠버는 몬드의 비행 챔피언으로 널리 알려져 있다. 앰버는 여행자 외에 플레이어가 게임에서 얻을 수 있는 첫 번째로 플레이 가능한 캐릭터이다.                                                   | [ 7 ] [ 9 ]  |
| 바바라   | 물   | 법구   | - 키토 아카리 - 로라 스탈 - Song Yuanyuan - 윤아영                     | 페보니우스 성당의 부제이자 진의 여동생으로 유명한 아이돌이다. 플레이어는 메인 스토리의 프롤로그를 완료한 후에 바바라를 획득할 수 있다. | [ 7 ] [ 10 ] |
| 베넷     | 불   | 한손검 | - 오사카 료타 - 크리스티나 발렌주엘라 - Mu Xueting - 송하림            | 몬드 모험가 길드의 길드원으로, 거의 초자연적으로 운이 나쁜 것으로 잘 알려져 있다. | [ 7 ] [ 11 ] |
| 달리아   | 물   | 한손검 | - 카즈토미 야마모토 - Feng Xiu - 에일린 미텐 - 석승훈                  | 페보니우스 성당의 집사. 달리아는 바르바토스의 전령관으로 활동합니다. 몬드에서 일어나는 모든 사건을 그에게 알리다. |              |
| 다이루크 | 불   | 양손검 | - 오노 켄쇼 - 숀 키플로크 - Ma Yang - 최승훈                           | 고독한 사업가이자 빈트너이다. 그는 또한 페보니우스 기사단의 전 기병대 대장이기도 하다. 다이루크와 케이아는 입양된 형제로 자랐지만, 두 사람은 더 이상 친한 사이가 아니다. 다이루크는 "다크 히어로"라는 별명을 가진 자경단원으로 비밀리에 활동하고 있다. | [ 7 ]        |
| 디오나   | 얼음 | 활     | - 이자와 시오리 - 디나 셔먼 - Nuoya (Zhang Yazhu) - 우정신             | 캣테일 술집에서 일하는 알코올 혐오 바텐더이자 캐츠라인 가문이다. | [ 7 ]        |
| 유라     | 얼음 | 양손검 | - 사토 리나 - 수지 융 - Ziyin (Qi Tianyi) - 김현지                     | 로렌스 가문의 후예로, 로렌스 가문은 몬드를 폭정적으로 통치하여 결국 가문을 몰락시켰다. 유라는 현재 페보니우스 기사단의 정찰 유격대 대장으로 활동하고 있다.                                                                                             | [ 7 ]        |
| 피슬     | 번개 | 활     | - 우치다 마아야 - 브리타니 콕스 - Mace (Lu Minyue) - 박고운            | 이세계의 유야 정토에서 온 단죄의 황녀이다. 피슬은 추니뵤 비유를 기반으로 한다. | [ 7 ]        |
| 진       | 바람 | 한손검 | - 사이토 치와 - 스테파니 사우더랜드 - Lin Su (Tang Suling) - 안영미    | 페보니우스 기사단의 단장 대행이자 바바라의 언니이다. | [ 7 ]        |
| 케이아   | 얼음 | 한손검 | - 토리우미 코스케 - 조시 몬타나 맥코이 - Sun Ye (Tang Suling) - 정주원 | 페보니우스 기사단의 기병대장이자 다이루크의 의형제이다. 케이아는 게임에서 플레이어가 얻는 두 번째 캐릭터이다. 케이아는 작중 시점 500년 전에 셀레스티아에 의해 멸망된 티바트 밖의 신비한 국가인 켄리아 출신이다.                                        | [ 7 ]        |
| 클레     | 불   | 법구   | - 쿠노 미사키 - 푸남 바수 - Hualing - 방연지                           | 페보니우스 기사단의 불꽃 기사이자 강력한 마녀인 앨리스의 딸이다. 어린 나이에 폭발물에 대한 집착으로 인해 클레는 여러 번 독방에 갇혔다. | [ 7 ]        |
| 리사     | 번개 | 법구   | - 타나카 리에 - 마라 주노 - Zhong Ke - 박고운                          | 페보니우스 기사단의 도서관 사서이자 수메르 아카데미아의 전 학생이다. 리사는 게임에서 플레이어가 얻을 수 있는 세 번째 캐릭터이다. | [ 7 ]        |
| 미카     | 얼음 | 장병기 | - 산페이 유우코 - 롭 모레이라 - Deng Youxi - 윤은서                    | 페보니우스 기사단의 지도 제작자이자 유격대 전선 측량사이다. | [ 7 ]        |
| 모나     | 물   | 법구   | - 코하라 코노미 - 펠레샤 안젤리 - Chen Tingting - 우정신               | 종종 돈에 얽매이는 유명한 점성술이다. | [ 7 ]        |
| 노엘     | 바위 | 양손검 | - 타카오 카논 - 로라 페이 스미스 - Yanning (Geng Minglin) - 이보희     | 언젠가 기사가 되기를 꿈꾸는 페보니우스 기사단에서 일하는 메이드이다. 노엘은 플레이어들이 "초보자 추천 기원" 배너를 통해 얻을 수 있는 첫 번째 캐릭터 중 하나이다.                                                                                       | [ 7 ]        |
| 레이저   | 번개 | 양손검 | - 우치야마 코우키 - 토드 하버콘 - Zhou Shuai - 김서영                  | 울프 영지에서 늑대들에 의해 길러진 수수께끼의 소년이다. | [ 7 ]        |
| 로자리아 | 얼음 | 장병기 | - 카쿠마 아이 - 엘리자베스 맥스웰 - Zhang Anqi - 김보나                | 성당 활동에 거의 참여하지 않고 몬드를 그림자로부터 보호하는 페보니우스 성당의 수녀이다. | [ 7 ]        |
| 설탕     | 바람 | 법구   | - 후지타 아카네 - 발레리아 로드리게즈 - Xiaogan (Yan Yinan) - 김하영   | 수줍음이 많은 연금술사이자 알베도의 조수이다. 설탕은 연금술을 통해 생명체를 변화시키고 싶어한다. | [ 7 ]        |
| 벤티     | 바람 | 활     | - 무라세 아유무 - 에리카 할래커 - Miaojiang (Yao Yanze) - 정유정       | 술을 좋아하는 자유로운 음유시인이자, 바람의 집정관의 육신이다. | [ 7 ] [ 12 ] |

#### 리월
리월은 2020년 9월에 출시되었다.
| 이름 | 원소 | 무기   | 성우                                                                 | 설명 | 인용   |
| ---- | ---- | ------ | -------------------------------------------------------------------- | --- | ------ |
| 백출 | 풀   | 법구   | - 유사 코지 - 숀 듀리 - Qin Qiege - 이호산                           | 불복려의 주인이자 강시 치치의 수호자이다.                                                                          | [ 7 ]  |
| 북두 | 번개 | 양손검 | - 코시미즈 아미 - 알레그라 클락 - Tang Yajing - 정유미               | 대담한 모험으로 유명한 무장 함대 남십자의 선장이다.                                                                | [ 7 ]  |
| 중운 | 얼음 | 양손검 | - 사이토 소마 - 보 브리드글랜드 - Kinsen - 양정화                    | 악령을 쫓아내는 순양의 영혼을 지닌 퇴마사이다.                                                                     | [ 7 ]  |
| 가명 | 불   | 양손검 | - 코마츠 쇼헤이 - Xie Ying - 케일럽 옌 - 김윤기                      | 검갑 호송국의 표사이다.                                                                                            | [ 16 ] |
| 감우 | 얼음 | 활     | - 우에다 레이나 - 제니퍼 로시 - Lin Su (Tang Suling) - 김선혜 (성우) | 리월 칠성의 총괄비서이다.                                                                                          | [ 7 ]  |
| 호두 | 불   | 장병기 | - 타카하시 리에 - 브리애나 크니커보커 - Tao Dian - 김하루            | 왕생당 77대 당주로 남에게 장난치는 것을 좋아한다.                                                                  | [ 7 ]  |
| 각청 | 번개 | 한손검 | - 키타무라 에리 - 케일리 밀스 - Xie Ying - 이보희                    | 리월 칠성의 구성원이다.                                                                                            | [ 7 ]  |
| 남연 | 바람 | 법구   | - 시온 와카야마 - 안나 데블린 - Liu Shisi - 김순미                   | 침옥 협곡 장인 협회의 주요 등나무 직공.                                                                            |        |
| 응광 | 바위 | 법구   | - 오하라 사야카 - 에린 에버스 - Du Mingya - 곽규미                   | 군옥각의 주인이며, 리월 칠성의 구성원이다.                                                                         | [ 7 ]  |
| 치치 | 얼음 | 한손검 | - 타무라 유카리 - 크리스티 케이트 - Yanning (Geng Minglin) - 이슬    | 불복려의 약초꾼이자 제자인 강시이다.                                                                               | [ 7 ]  |
| 신학 | 얼음 | 장병기 | - 카와스미 아야코 - 첼시 쿠카 - Qin Ziyi - 이현진                    | 선인의 제자로 성장했으며, 중운의 이모이다.                                                                         | [ 7 ]  |
| 향릉 | 불   | 장병기 | - 오자와 아리 - 재키 라스트라 - Xiao N (Jiang Li) - 윤아영           | 만민당의 주방장이다. 플레이어는 나선 비경 3층을 클리어하면 향릉을 획득할 수 있다.                                  | [ 7 ]  |
| 한운 | 바람 | 법구   | - 나카토미 마나 - 스테파니 파니셀로 - Qin Ziyi - 강시현              | 박식하고 수다스러우며, 류운차풍진군의 인간 형태이다. 한운은 모락스의 오랜 친구이며, 감우과 신학의 스승이기도 하다. | [ 17 ] |
| 소   | 바람 | 장병기 | - 마츠오카 요시츠구 - 라일라 베르진 - Kinsen - 심규혁                | 야차의 유일한 구성원이다.                                                                                          | [ 7 ]  |
| 행추 | 물   | 한손검 | - 미나가와 준코 - 크리스티나 발렌주엘라 - Tang Yajing - 곽규미       | 리월항 비운 상회의 둘째 도련님이다.                                                                                | [ 7 ]  |
| 신염 | 불   | 양손검 | - 타카하시 치아키 - 로라 스탈 - Wang Yaxin - 김채하                  | 인기 있는 로큰롤 뮤지션이다.                                                                                       | [ 7 ]  |
| 연비 | 불   | 법구   | - 하나모리 유미리 - 리지 프리먼 - Su Ziwu - 조경이                   | 리월항에서 뛰어난 법률 자문가이며, 암왕제군과 계약을 맺지 않았다.                                                  | [ 7 ]  |
| 요요 | 풀   | 장병기 | - 카도와키 마이 - 켈시 자퍼 - Liu Yinuo - 유혜지                     | 어린 능숙한 제자이자 감우가 돌보는 사람이다.                                                                       | [ 7 ]  |
| 야란 | 물   | 활     | - 엔도 아야 - 로라 포스트 - Xu Hui - 민아                            | 응광의 특별정보관으로 활동하는 의문의 인물이다.                                                                    | [ 7 ]  |
| 운근 | 바위 | 장병기 | - 코이와이 코토리 - 주디 앨리스 리 - He Wenxiao, Yang Yang - 사문영  | 화유다관의 인기 오페라 가수이다.                                                                                   | [ 7 ]  |
| 종려 | 바위 | 장병기 | - 마에노 토모아키 - 키스 실버스틴 - Peng Bo - 표영재                 | 왕생당의 객경이며, 암왕제군의 육신이다.                                                                            | [ 7 ]  |

#### 이나즈마
이나즈마는 2021년 7월에 출시되었다.
| 이름              | 원소 | 무기   | 성우                                                            | 설명 | 인용         |
| ----------------- | ---- | ------ | --------------------------------------------------------------- | --- | ------------ |
| 아라타키 이토     | 바위 | 양손검 | - 니시카와 다카노리 - 맥스 미틀먼 - Liu Zhaokun - 송준석        | 장난꾸러기 오니이며, 아라타키파의 초대 두목이다.                                                                                                | [ 7 ]        |
| 치오리            | 바위 | 한손검 | - 타케타츠 아야나 - 브리타니 라우다 - Chen Yang - 이다은        | 현재 폰타인에서 치오리 부티크를 운영하고 있는 이나즈마 출신의 유명 패션 디자이너이다.                                                           | [ 19 ]       |
| 고로              | 바위 | 활     | - 하타나카 타스쿠 - 코리 이 - Yang Xinran - 이새벽              | 와타츠미군의 대장이다. | [ 7 ]        |
| 카에데하라 카즈하 | 바람 | 한손검 | - 시마자키 노부나가 - 마크 휘튼 - Banma (Ma Banma) - 김신우     | 남십자함대 소속인 낭인, 시인이다. | [ 7 ]        |
| 카미사토 아야카   | 얼음 | 한손검 | - 하야미 사오리 - 에리카 멘데즈 - Xiao N (Jiang Li) - 이유리    | 야시로 봉행 카미사토 가문의 아가씨이며, 카미사토 아야토의 여동생이다.                                                                           | [ 7 ] [ 20 ] |
| 카미사토 아야토   | 물   | 한손검 | - 이시다 아키라 - 크리스토퍼 해크니 - Zhao Lu - 장민혁          | 야시로 봉행 당주이며, 카미사토 아야카의 친오빠이다.                                                                                             | [ 7 ]        |
| 키라라            | 풀   | 한손검 | - 스즈시로 사유미 - 줄리아 구 - Sun Yangqi - 강은애             | 이나즈마 택배회사 코마니야의 배달부인 네코마타이다.                                                                                             | [ 7 ] [ 23 ] |
| 쿠죠 사라         | 번개 | 활     | - 세토 아사미 - 지니 티라도 - Yang Menglu - 문지영              | 텐료 봉행의 현역 대장이다. 대담하고 결단력이 있으며, 호전적인 텐구이다.                                                                         | [ 7 ]        |
| 쿠키 시노부       | 번개 | 한손검 | - 미즈하시 카오리 - 키라 버클랜드 - Yang Ning - 김율            | 아라타키파의 이인자이다. | [ 7 ]        |
| 라이덴 쇼군       | 번개 | 장병기 | - 사와시로 미유키 - 앤 얏코 - Ju Huahua (Jiang Jingju) - 박지윤 | 현재 이나즈마의 쇼군이자 번개의 집정관의 육신인 라이덴 에이의 역할을 하는 인형이다.                                                             | [ 7 ]        |
| 산고노미야 코코미 | 물   | 법구   | - 미모리 스즈코 - 리사 메이 - Guiniang (Du Qingqing) - 여윤미   | 와타츠미섬의 최고 지도자이다. | [ 7 ]        |
| 사유              | 바람 | 양손검 | - 스자키 아야 - 릴리피츄 - Sakula Xiaowu - 이지현               | 야시로 봉행이 비밀리에 운영하는 닌자 부대인 종말번대 소속인 무지나이다. 사유는 잠으로 에너지를 보충하고 에너지가 채워지면 키가 큰다고 생각한다. | [ 7 ] [ 24 ] |
| 시카노인 헤이조   | 바람 | 법구   | - 이구치 유이치 - 키에란 리건 - Lin Jing - 정의진               | 텐료 봉행 소속의 탐정이다. | [ 7 ]        |
| 토마              | 불   | 장병기 | - 모리타 마사카즈 - 크리스찬 바나스 - Zhang Pei - 류승곤        | 몬드 출신이며, 카미사토 가문의 가사 관리원이다.                                                                                                 | [ 7 ] [ 25 ] |
| 야에 미코         | 번개 | 법구   | - 사쿠라 아야네 - 라타나 - Du Mingya - 문유정                   | 매우 영리한 키츠네이자 야에 출판사의 편집장이다. 야에 미코는 나루카미 다이샤의 궁사이기도 하고, 라이덴 에이의 오랜 친구이기도 하다.             | [ 7 ]        |
| 요이미야          | 불   | 활     | - 우에다 카나 - 제니 요코보리 - Jin Na - 박신희                 | 이나즈마 사람들에게 여름 축제의 여왕이라고 불리는 나가노하라 폭죽가게의 점장이다.                                                               | [ 7 ] [ 26 ] |
| 유메미즈키 미즈키 | 바람 | 법구   | - 아이자와 사야 - 나오미 맥도날드 - Fu Meng Ruo Wei - 김서현    | 타인의 마음을 읽는 뛰어난 재능을 가진 임상 심리학자이자 아이사 대중탕의 주요 주주인 유메쿠이-바쿠.                                              |              |

#### 수메르
수메르는 2022년 8월에 출시되었으며, 풀 원소가 추가되었다.
| 이름     | 원소 | 무기   | 성우                                                                | 설명 | 인용         |
| -------- | ---- | ------ | ------------------------------------------------------------------- | --- | ------------ |
| 알하이탐 | 풀   | 한손검 | - 우메하라 유이치로 - 나제에 타샤 - Yang Chaoran - 전승화           | 수메르 아카데미아의 서기관이다. | [ 7 ]        |
| 캔디스   | 물   | 장병기 | - 유즈키 료카 - 사라 커비 - Zhang Qi - 전영수                       | 아루 마을의 수호자이다. | [ 7 ]        |
| 콜레이   | 풀   | 활     | - 마에카와 료코 - 크리스티나 코스텔로 - Qin Wenjing - 방시우        | 타이나리의 멘토링을 받는 아비디야 숲 견습 순찰자이자 엠버의 친구이다. | [ 7 ]        |
| 사이노   | 번개 | 장병기 | - 이리노 미유 - 알레한드로 사브 - Li Qingyang - 정의진              | 아카데미아에 소속된 단속 기관인 풍기관의 마하마트라이다. | [ 7 ]        |
| 데히야   | 불   | 양손검 | - 후쿠하라 아야카 - 엠버 엘리스 메이 - Chen Yu - 김현심             | 수메르 사막의 용병 단체인 도금 여단의 단원인 경호원이다. | [ 7 ]        |
| 도리     | 번개 | 양손검 | - 카네다 토모코 - 안잘리 쿠나파네니 - Wang Xiaotong - 이명호        | 돈에 집착하는 진취적이고 영리한 상인이다. | [ 7 ]        |
| 파루잔   | 바람 | 활     | - 호리에 유이 - 찬드니 파레크 - Yan Mengmeng - 김유림               | 100년 동안 고대 유적에 갇혀 있다가 최근 돌아온 아카데미아의 학자이다. | [ 7 ] [ 28 ] |
| 카베     | 풀   | 양손검 | - 우치다 유마 - 벤 발마세다 - Liu Sanmu - 이정민                    | 한 프로젝트 때문에 파산한 수메르의 유명 건축 디자이너이다. | [ 7 ]        |
| 레일라   | 얼음 | 한손검 | - 토미타 미유 - 아셸리 비스키 - Hou Xiaofei - 강새봄                | 수면 부족을 앓고 있는 수메르 아카데미아의 점성학 이론 학생이다. | [ 7 ]        |
| 나히다   | 풀   | 법구   | - 타무라 유카리 - 킴벌리 앤 캠벨 - Hualing - 박시윤                 | 작은 쿠사나리 화신이라고 알려진 풀의 집정관의 육신이다. | [ 7 ]        |
| 닐루     | 물   | 한손검 | - 카네모토 히사코 - 대니 챔버스 - Zisu Jiuyue - 채림                | 주바이르 극장의 유명한 무용수이며, 스타 배우이다. | [ 7 ]        |
| 세토스   | 번개 | 활     | - 치바 쇼야 - 제노 로빈슨 - Li Lanling - 김동현                     | 침묵의 신전의 후계자이자 헤르마누비스의 전 선박이다. |              |
| 타이나리 | 풀   | 활     | - 코바야시 사나에 - 재커리 고든 - Moran - 정의택                    | 열정적인 아비디야 숲의 순찰관이다. | [ 7 ]        |
| 방랑자   | 바람 | 법구   | - 카키하라 테츠야 - 패트릭 페드라자 - Luyin (Dong hailong) - 민승우 | 우인단 집행관 서열 6위인 스카라무슈는 원래 라이덴 에이가 스카라무슈를 버리기 전에 만들어진 프로토타입 기체이다. 플레이어는 특정 퀘스트가 완료되면 방랑자의 이름을 바꿀 수 있다. | [ 28 ]       |

#### 폰타인
폰타인은 2023년 8월에 출시되었다.
| 이름       | 원소 | 무기   | 성우                                                       | 설명 | 인용   |
| ---------- | ---- | ------ | ---------------------------------------------------------- | --- | ------ |
| 샤를로트   | 얼음 | 법구   | - 와키 아즈미 - 마야 아오키 터틀 - Ruan Congqing - 신온유  | 폰타인의 유명한 신문인 스팀버드의 기자이다. | [ 32 ] |
| 슈브르즈   | 불   | 장병기 | - 시모지 시노 - 에리카 린드벡 - Pan Danni - 채민지         | 총사이자 폰타인의 특별 순찰대 대장이다. | [ 33 ] |
| 클로린드   | 번개 | 한손검 | - 이시카와 유이 - 크리스탈 리 - Zhao Hanyu - 신나리        | 푸리나의 개인 경호원이며, 폰타인의 챔피언 결투사이다. | [ 7 ]  |
| 에밀리     | 풀   | 장병기 | - 히카사 요코 - 앰버 아빌레스 - Muzi Cheng - 권다예        | 폰타인의 패셔니스타들에게 인기가 많은 제품으로 유명한 향수 제조사입니다. |        |
| 에스코피에 | 얼음 | 장병기 | - 사토 사토미 - 에밀리 캐스 - Cai Haiting - 손정민         | 드보르 호텔의 엄격하고 재능 있는 전직 헤드셰프이며, 그의 정밀한 요리법은 폰타인에서 유명합니다. 에스코피에는 요리계에서 핫한 화제입니다, 에스코피에는 동료와 견습생 모두에게 무자비한 비판을 가했기 때문입니다. |        |
| 프레미네   | 얼음 | 양손검 | - 토키 슌이치 - 폴 카스트로 주니어 - Linli - 이주승        | 폰타인의 베테랑 잠수부이다. 수줍음이 많고, 리니와 리넷의 양동생이다. | [ 7 ]  |
| 푸리나     | 물   | 한손검 | - 미나세 이노리 - 앰버 리 코너스 - Qian Chen - 김하영      | 순진한 성격이지만 때로는 배려심도 있는 폰타인의 슈퍼스타이다. | [ 34 ] |
| 리넷       | 바람 | 한손검 | - 사사하라 유우 - 아나이리스 퀴노네스 - Kekewei - 이세레나 | 리니의 여동생이자 조수이며, 내성적인 캣걸이다. 리니의 오빠처럼, 리넷은 우인단에 의해 운영되는 고아원인 벽난로의 집에 속해 있다.                                                                                 | [ 7 ]  |
| 리니       | 불   | 활     | - 시모노 히로 - 다만 밀스 - Linli - 박성영                 | 리넷의 동생이자 폰타인의 유명 마술사이다. 리니는 형제들과 달리 외향적이고 활발하다. 리니의 여동생인 리넷과 마찬가지로 리니는 벽난로의 집에 속한다.                                                              | [ 7 ]  |
| 나비아     | 바위 | 양손검 | - 토요사키 아키 - 브레나 나센 - Xiaogan - 정해은           | 폰타인에 있는 가시 장미회의 회장이다. | [ 35 ] |
| 느비예트   | 물   | 법구   | - 카미야 히로시 - 레이 체이스 - Sang Yuze - 곽윤상         | 폰타인의 최고 심판관이다. | [ 7 ]  |
| 시그윈     | 물   | 활     | - 키노 히나 - 사라 앤 윌리엄스 - Zhao Shuang - 김채린      | 메로피드 요새 의무실의 수간호사. 그녀는 멜루신이다. 비록 생리학적으로 인간에 더 가까운 특별한 신체를 가지고 있기는 하지만.                                                                                      |        |
| 라이오슬리 | 얼음 | 법구   | - 오노 다이스케 - 조 지야 - Liu Beichen - 권창욱           | 폰타인의 실질적인 감옥 역할을 하는 수중 감옥 메로피드 요새의 주인이다. 라이오슬리는 종종 공작이라는 호칭으로 불린다.                                                                                            | [ 7 ]  |

#### 나타
나타은 2024년 8월에 출시되었다.
| 이름     | 원소 | 무기   | 성우                                                       | 설명 | 인용   |
| -------- | ---- | ------ | ---------------------------------------------------------- | --- | ------ |
| 차스카   | 바람 | 활     | - 카이다 유코 - 로렌 아만테 - Zhang Ruoyu - 수현           | 틀라로칸의 유명한 평화유지군, 차스카는 자유로운 성격으로 부족 간의 분쟁을 어려움 없이 해결합니다. 차스카는 대영혼가 선택한 여섯 영웅 중 한 명이며, 차스카의 옛 이름은 부카(초월) 입니다.                                                                  |        |
| 시틀라리 | 얼음 | 법구   | - 타노 아사미 - 스카일러 데이번포트 - Liu Zhixiao - 이은조 | 믹틀란의 여사제는 부족을 떠나 홀로 살았습니다. 나타인는 시틀라리를 "할머니 이츠틀리"라고 부르며 시틀라리의 예측은 항상 정확합니다. 시틀라리의 옛 이름은 우쿰부코(기억)이다.                                                                               |        |
| 얀사     | 번개 | 장병기 | - 오오하시 아야카 - 카트리나 솔리스베리 - Zhen Li - 이재현 | 피트니스 클럽의 수석 코치이자 창립자, 밤의 순례의 승리자 아카데미와 비옥한 터전 출신의 유명한 영양학자. 얀사는 대영혼가 선택한 여섯 영웅 중 한 명이며, 얀사의 옛 이름은 우웨조(동력) 입니다.                                                              |        |
| 이파     | 바람 | 법구   | - 테라시마 준타 - 조니 로콰스토 - Lu Shujun - 박기욱       | 틀라로칸 출신의 유명한 용 수의사, 이파의 동료 카쿠쿠와 함께 |        |
| 카치나   | 바위 | 장병기 | - 구보 유리카 - 크리스틴 맥과이어 - Jing Chen - 손선영     | 강인한 의지와 이 땅에 대한 지식으로 유명한 젊고 단호한 소녀. 카치나는 나나치카얀의 일원입니다. 동부 나타에서 일하는 카치나의 숙련된 광부들과 보석 감정사들. 카치나의 고대 이름은 우타비티 (회복력) 입니다.                                                | [ 36 ] |
| 키니치   | 풀   | 양손검 | - 스기야마 노리아키 - 제이콥 타카나시 - Banma - 강성우     | 용 사냥꾼, 키니치는 서비스에 대한 수수료를 받는 것과 무자비한 성격으로 악명이 높습니다. 키니치는 위칠틀란출신이다, 나타의 절벽과 숲에 사는 사람들입니다. 키니치는 대영혼가 선택한 여섯 영웅 중 한 명이며, 키니치의 옛 이름은 말리포 (불의를 뜻함) 입니다. | [ 37 ] |
| 마비카   | 불   | 양손검 | - 코마츠 미카코 - 카티아나 사르키시안 - Li Ye - 김나율     | 불의 집정관의 현재 인간 그릇, 원래 이름은 하보림. 마비카는 불의 집정관으로 승천하기 전에 위칠틀란의 일원이었습니다. 마비카의 옛 이름은 키온고지(지도자)이다.                                                                                              |        |
| 말라니   | 물   | 법구   | - 토야마 나오 - 커샌드라 모리스 - Wang Xiaotong - 김도희   | 메즈틀리 출신의 지식이 풍부하고 인기 있는 가이드. 나타 온천에 사는 사람들입니다. 말라니는 대영혼가 선택한 여섯 영웅 중 한 명이며, 말라니의 고대 이름은 우모자 (통일) 입니다.                                                                              | [ 38 ] |
| 올로룬   | 번개 | 활     | - 타카시 콘도 - 네이선 노크스 - Liang Dawei - 서정익       | 믹틀란 출신의 한 청년, 시틀라리의 제자로 자란 영혼을 감지하는 강력한 능력을 가지고 있습니다. 는 대영혼가 선택한 여섯 영웅 중 한 명이며, 올로룬의 옛 이름은 비디 (헌신) 입니다.                                                                            |        |
| 바레사   | 번개 | 법구   | - 이치미치 마오 - 제인 잭슨 - Qiao Su - 김예림             | 느긋한 과수원 주인, 비옥한 터전 출신의 전사이자 경쟁적인 대식가로, 제242회 인페르노 스토마크 슈프레모 대회에 참가해 우승했습니다. |        |
| 실로닌   | 바위 | 한손검 | - 파이루즈 아이 - 베스 커리 - Mi Yang - 김이안             | 고대 이름을 만드는 나나치카얀의 대장장이. 실로닌의 대장간 기술은 나타 전역에서 유명합니다. 실로닌는 대영혼가 선택한 여섯 영웅 중 한 명이며, 실로닌의 옛 이름은 바라카(축복)입니다.                                                                        |        |

#### 노드크라이
노드크라이는 2025년에 출시될 예정이다. 
| 이름   | 원소 | 무기   | 성우                                                       | 설명                                                                                            | 인용 |
| ------ | ---- | ------ | ---------------------------------------------------------- | ----------------------------------------------------------------------------------------------- | ---- |
| 이네파 | 번개 | 장병기 | - 나카지마 메구미 - 안젤리나 다니엘 카마 - Meijia - 성예원 | 아이노가 설계한 다기능 로봇으로 다양한 국가의 기계 부품을 통합하여 노드크라이에서 조립했습니다. |      |

#### 스네즈나야
스네즈나야는 2025년에 출시될 예정이다.
| 이름       | 원소 | 무기   | 성우                                                         | 설명 | 인용  |
| ---------- | ---- | ------ | ------------------------------------------------------------ | --- | ----- |
| 아를레키노 | 불   | 장병기 | - 모리 나나코 - 에린 이베트 - Huang Ying - 이명희            | 본명은 페르엘, 우인단의 집행관 서열 4위이며 때로는 "하인", 벽난로의 집의 "아버지"라고도 불립니다. 그녀는 외교적이고 교활하며 무자비합니다. |       |
| 타르탈리아 | 물   | 활     | - 키무라 료헤이 - 그리핀 번스 - Yudong (Li Chunyin) - 남도형 | 우인단의 집행관 서열 11위이며, 타르탈리아는 가장 어리고 가장 서열이 낮은 우인단의 집행관이며, 강력한 적들과 싸우고 싶어한다.               | [ 7 ] |

### 논플레이어 캐릭터
- 페이몬 (성우:  코가 아오이,[4]  코리나 뵈트거,[4]  Duoduo Poi (Shi Xinlei),  김가령): 여행자의 안내자이자 동반자이다. 여행자는 대부분 조용한 주인공이기 때문에 페이몬은 게임의 대부분에서 여행자를 대변한다.
- 천리의 주관자 (성우:  쿠기미야 리에,  크리스티 케이트,  Tao Dian,  불명): 여행자와 싸우고 형제를 납치하여 티바트를 통한 여행자의 여행을 시작하는 게임 시작 부분 의문의 신이다.
- 캐서린 (성우:  사토 마이,  에리카 멘데즈,[40]  Xiao N (Jiang Li),  박고운): 모험가 길드의 안내원이다. 수메르 장에서 캐서린이 스네즈나야에서 만든 생체 인형이라는 것이 밝혀졌다.
- 우인단 11 집행관, 여왕의 강력한 위관: 콤메디아 델라르테의 등장인물을 기반으로 한다.[41]
  -  시뇨라 (성우:  쇼우지 유이,  불명,  Ziyin (Qi Tianyi),  양정화): 우인단의 집행관 서열 8위이다. 시뇨라는 벤티의 신의 심장을 훔치고, 여왕은 모든 집정관의 신의 심장을 수집하기를 원하기 때문에 신의 심장을 위해 종려와 거래한다. 시뇨라는 이나즈마 국가에 혼란과 내전을 일으키는 데 도운 후 여행자는 시뇨라에게 결투에 도전하고 라이덴 쇼군에 의해 처형된다.
  -  도토레 (성우:  세키 토시히코,[42]  믹 윙거트,[43]  Wu Lei,  박성태): 우인단의 집행관 서열 2위인 도토레는 미친 과학자이자 수메르 장의 주요 적대자이며, 풀의 신을 대체할 인공 신을 만들려고 시도한다.
  -  카피타노 (성우:  나리타 켄,  크리스 테르글리아페라,  Wang Wei,  민응식): 우인단의 집행관 서열 1위인. 흔히 "대장"이라고도 불린다.
- 데인슬레이프 (성우:  츠다 켄지로,[4]  유리 로언솔,[4]  Sun Ye,  최한): 멸망한 켄리아 문명의 방황하는 이방인으로, 켄리아의 친위대장이었던 데인슬레이프는 백성을 보호하지 못했다며 불멸의 저주를 받았다. 데인슬레이프는 가끔 여행자를 만나 그들의 잃어버린 쌍둥이에 대한 정보를 나눈다.
- 라인도티르 (성우:  타나카 아츠코,  아이비 듀플러[44]  Fan Churong,  소연): 라인도티르는 생명을 창조하는 능력을 가진 켄리아 출신 연금술사로 알베도, 두린, 수계 늑대의 창조자이다. 라인도티르는 또한 작중 시점 500년 전에 티바트를 파괴한 대재앙을 촉발시킨 책임이 있다.
- 앨리스 (성우:  이노우에 키쿠코,  레이철 킴지,  Zhang Qi,  여민정): 클레의 어머니인 앨리스는 종종 파괴적인 매우 강력한 여행 마녀이다.
- 장생 (성우:  유이 쇼지,  잰시 후인,  Wang Xiaotong,  장미): 예전에는 약군로 알려졌지만 현재는 뱀의 모습을 한 아데프투스. 장생는 백출박사와 계약을 맺고 그가 자신의 생명력을 사용하여 환자를 치료하도록 돕습니다.
- 스커크 (성우:  노토 마미코,  캐트 프로타노,  Xie Ying,  서다혜): 청소년 시절 심연에 빠진 타르탈리아를 제자로 삼은 수수께끼의 검사.
- 쿠훌 아쥬 (성우:  타케우치 준코,  애비 에스피리투,  Mi Yang,  박리나): 키니치의 동료로, 자신을 전능한 용군주라고 칭하지만 무례함으로 악명 높다.